# 존 F. 케네디의 국장

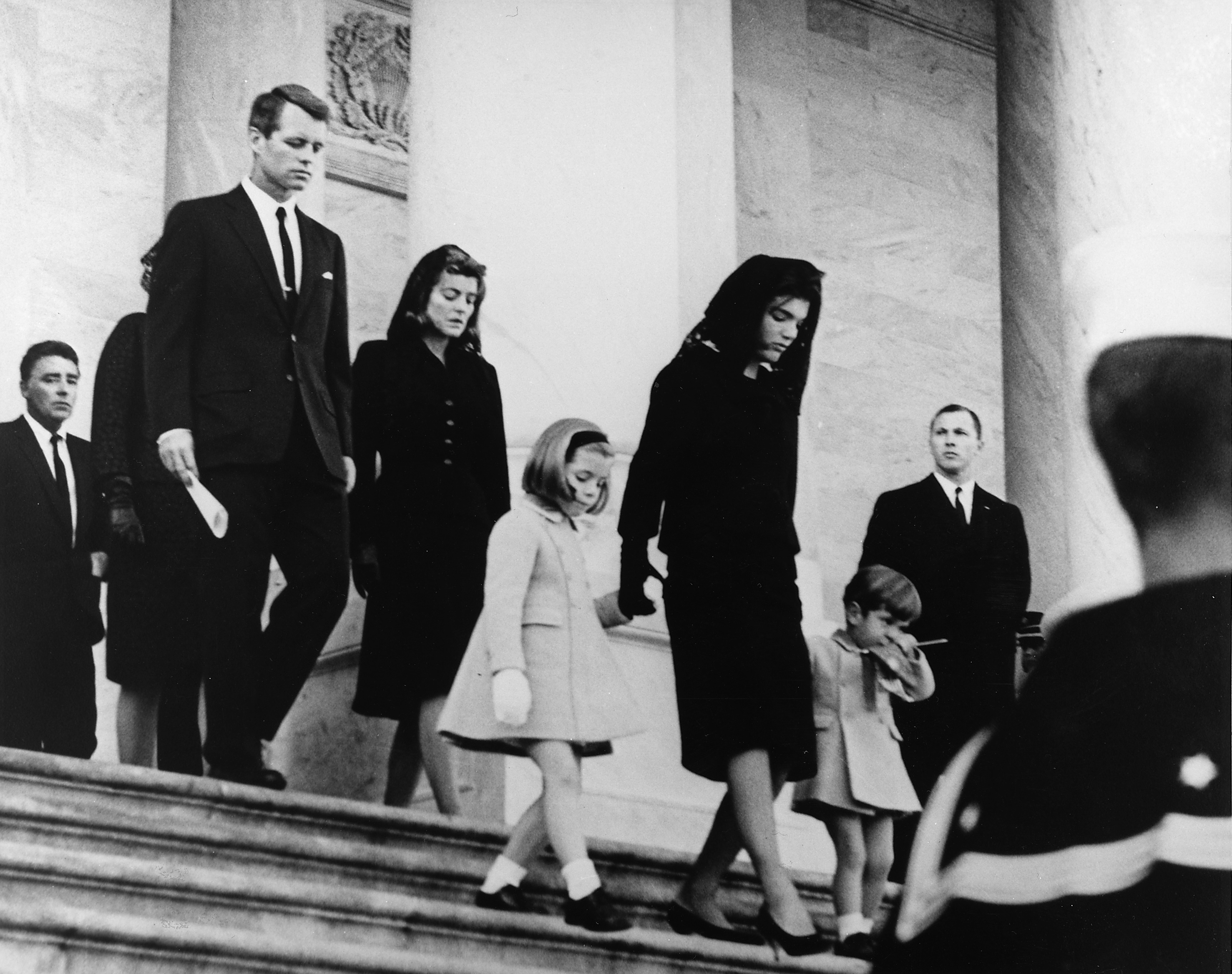
전 영부인 재클린 케네디 오나시스가 존 F. 케네디 대통령의 안치된 시신을 참배한 후 존 F. 케네디 주니어 및 캐럴라인 케네디와 함께 미국 국회의사당을 떠나는 동안 로버트 F. 케네디와 패트리샤 케네디 로퍼드가 그 뒤를 따르고 있다.

미국 대통령 존 F. 케네디의 국장은 1963년 11월 22일 금요일 텍사스주 댈러스에서 발생한 암살 이후 3일 동안 워싱턴 D.C.에서 거행되었다.
케네디의 시신은 암살 후 워싱턴으로 다시 옮겨졌다. 11월 23일 이른 시간, 6명의 군인 운구자들이 깃발로 덮인 관을 백악관 이스트 룸으로 옮겼고, 그곳에서 24시간 동안 안치되었다. 그 후, 깃발로 덮인 그의 관은 말이 끄는 캐이슨에 실려 국회의사당으로 옮겨져 안치되었다. 낮과 밤 내내 수십만 명이 줄을 서서 경비 중인 관을 참배했고, 18시간 동안 안치된 동안 25만 명이 로툰다를 통과했다.
케네디의 장례식은 11월 25일 성 마태오 대성당에서 거행되었다. 진혼 미사는 추기경 리처드 쿠싱이 집전했다. 90개국 이상의 대표를 포함하여 약 1,200명의 조문객이 참석했다. 장례식 후 케네디는 버지니아주 알링턴 국립묘지에 안장되었다.

## 국장 준비
존 F. 케네디 대통령이 댈러스에서 암살된 후, 그의 시신은 워싱턴 D.C.로 다시 비행되었고, 부검을 위해 베데스다 해군 의료 센터로 이송되었다. 동시에 군 당국은 국장 준비를 시작했다. 워싱턴 군관구 (MDW)의 사령관인 육군 소장 필립 C. 웨흘과 MDW의 의전 및 특별 행사 책임자인 은퇴한 육군 대령 폴 C. 밀러가 장례식을 계획했다.
그들은 백악관으로 향했고, 대통령의 처남인 평화봉사단 단장 사전트 슈라이버와 대통령 보좌관 랠프 던건과 협력했다. 케네디 대통령은 장례 계획이 없었기 때문에, 대부분의 계획은 MDW 사령관에게 달려 있었다. 하원 의장 존 W. 맥코맥은 대통령의 시신이 다음날 이스트 룸에 안치되기 위해 백악관으로 다시 옮겨질 것이고, 일요일 내내 로툰다에 안치되기 위해 국회의사당으로 이송될 것이라고 말했다.
케네디의 미망인 재클린 "재키" 케네디는 수석 관리인 J.B. 웨스트와 함께 재임 중 암살된 에이브러햄 링컨 대통령의 장례식 세부 사항들을 통합했으며, 이스트 룸이 링컨이 안치되었을 때와 같이 보이도록 요청했다.
암살 다음 날, 새로운 대통령 린든 B. 존슨은 월요일을 국가 애도의 날로 선포하는 대통령 포고 3561을 발표했고, 필수 비상 근무자들만 직무를 수행하도록 했다. 그는 오후 4시 45분 백악관 피쉬 룸에서 전국 라디오 및 텔레비전 방송을 통해 이 선포를 낭독했다.
국장의 여러 요소들은 제2차 세계 대전 동안 케네디 대통령의 해군 복무에 경의를 표했다. 여기에는 대통령기를 든 해군 장병, 해군 찬송가 "영원하신 아버지, 우리를 구원하소서" 연주, 그리고 해군사관학교 글리 클럽이 백악관에서 공연하는 것이 포함되었다.

## 백악관 안치

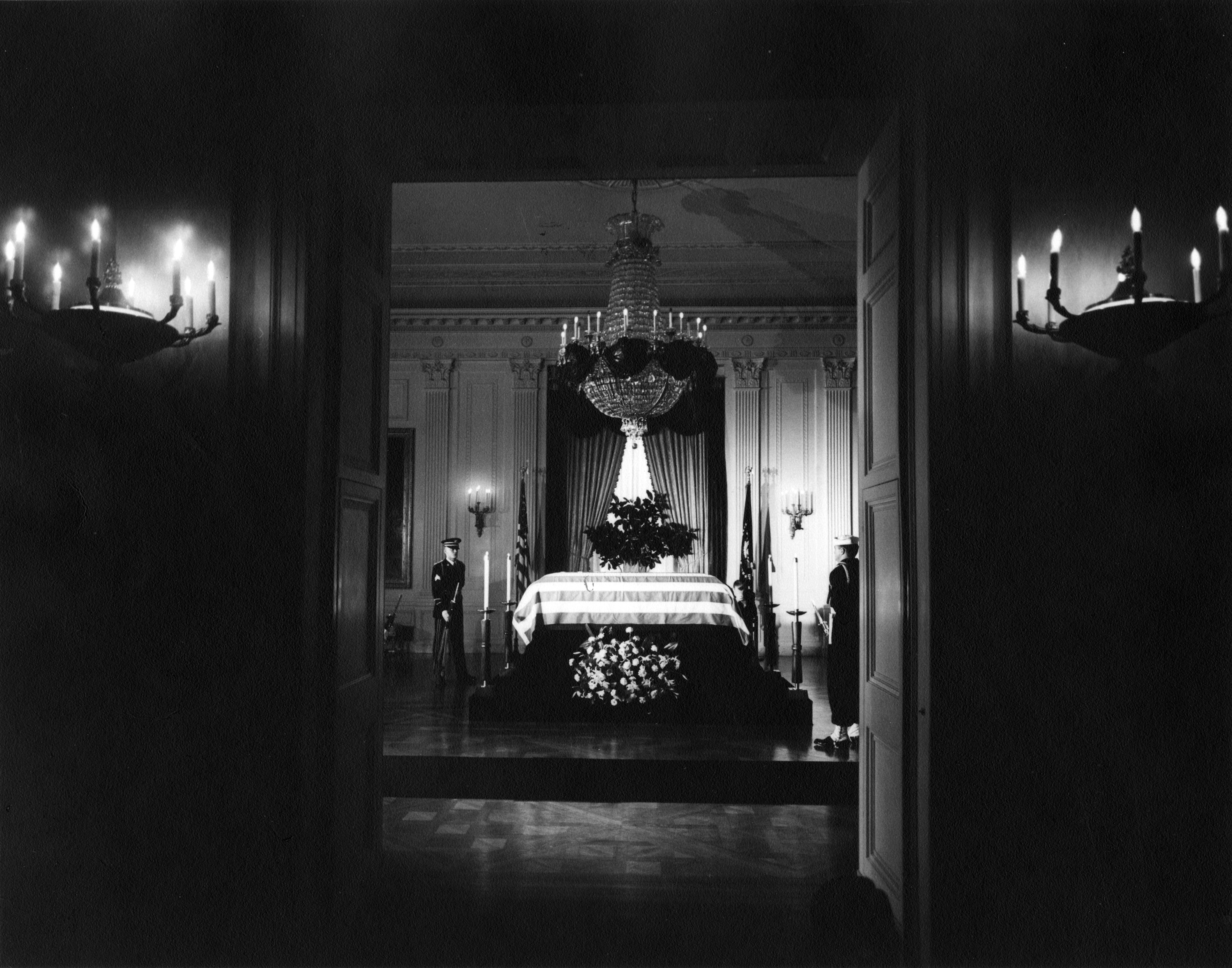
미국 대통령 존 F. 케네디가 백악관 이스트 룸에 안치되어 있다.

베데스다 해군 의료 센터에서의 부검 후, 케네디 대통령의 시신은 워싱턴의 가울러 장례식장 소속 방부 처리사들에 의해 매장 준비를 위해 베데스다에서 방부 처리 및 화장 복원 절차를 거쳤다. 그는 푸르스름한 회색 줄무늬 양복에 흰 셔츠, 검은 신발, 파란색 점박이 넥타이를 입고 손에는 가톨릭 묵주를 쥐고 있었다. 그 후, 그의 시신은 댈러스에서 운반하는 데 사용되었던 청동 관 대신, 운송 중 손상되었기 때문에 새로운 마호가니 관에 안치되었다.
케네디 대통령의 시신은 11월 23일 토요일 동부 표준시 오전 4시 30분경 백악관으로 돌아왔다. 유해를 실은 차량 행렬은 백악관 문에서 미국 해병대 의장대를 만났고, 의장대는 차량 행렬을 북쪽 주랑 현관으로 호위했다. 운구자들이 관을 이스트 룸으로 옮겨 링컨의 카타팔크, 즉 6.25 전쟁과 제2차 세계 대전의 무명 용사 장례식에서도 사용되었던 제단을 그곳에 두었다. 재클린 케네디는 관람 및 장례식을 위해 관을 닫아두겠다고 선언했다. 케네디 대통령의 머리에 총상을 입어 큰 상처가 있었고, 종교 지도자들은 닫힌 관이 시신에 대한 병적인 집중을 최소화한다고 말했다.
댈러스에서 입었던 피 묻은 양복을 여전히 입고 있던 케네디 부인은, 남편이 총에 맞은 이후로 남편의 곁을 떠나지 않았다. 관이 검은 크레이프에 덮여 이스트 룸에 안치된 후에야, 그녀는 자신의 개인 공간으로 물러났다.
케네디 대통령의 시신은 이스트 룸에 24시간 동안 안치되었고, 제3보병연대와 육군 특수부대 (그린베레)를 포함한 의장대가 호위했다. 특수부대원들은 미국 법무부 장관 로버트 F. 케네디의 요청에 따라 노스캐롤라이나주 포트 리버티에서 급히 차출되었는데, 로버트 F. 케네디는 형이 그들에게 특별한 관심을 가지고 있다는 것을 알고 있었다.
케네디 부인은 공식 장례식까지 두 명의 가톨릭 신부가 시신 곁에 머물도록 요청했다. 미국 가톨릭 대학교에 전화가 걸렸고, 워싱턴 D.C.의 저명한 두 신부 몬시뇰 로버트 폴 모한과 길버트 하트케 신부가 즉시 이 임무를 위해 파견되었다.
국방장관 로버트 맥나마라는 11월 23일 토요일 오전 9시 알링턴 국립묘지를 방문하여 케네디의 가능한 묘지를 시찰했다. 엄숙한 미사가 오전 10시 30분 이스트 룸에서 가족들을 위해 거행되었다. 성 마태오 대성당 교구의 M. 프랭크 루퍼트 신부는 다음 날 이스트 룸에서 미사를 집전할 예정이었다. 미사 후, 다른 가족 구성원, 친구, 그리고 다른 정부 관료들이 정해진 시간에 케네디 대통령에게 조의를 표하기 위해 찾아왔다. 여기에는 전 미국 대통령 해리 S. 트루먼과 드와이트 D. 아이젠하워가 포함되었다. 당시 살아남은 다른 전 미국 대통령인 허버트 후버는 건강상의 이유로 국장에 참석할 수 없었으며, 그의 아들들인 허버트 주니어와 앨런이 그를 대표했다.
또한, 가족 구성원과 친구들은 맥나마라와 함께 알링턴으로 돌아갔다. 재키는 나중에 남편을 윌리엄 하워드 태프트와 함께 알링턴에 묻히는 유일한 대통령으로 만들기로 결정했으며, 링컨 기념관과 일직선으로 로버트 E. 리 맨션으로 이어지는 경사면에 안장되도록 했다.
백악관 건너편 라파예트 공원에서는 군중들이 비를 맞으며 서서, 전날부터 시작하여 장례식 내내 계속될 철야 기도를 지켰다. 워싱턴에는 하루 종일 비가 내렸고, 이는 나라의 분위기에 걸맞았다.

## 안치

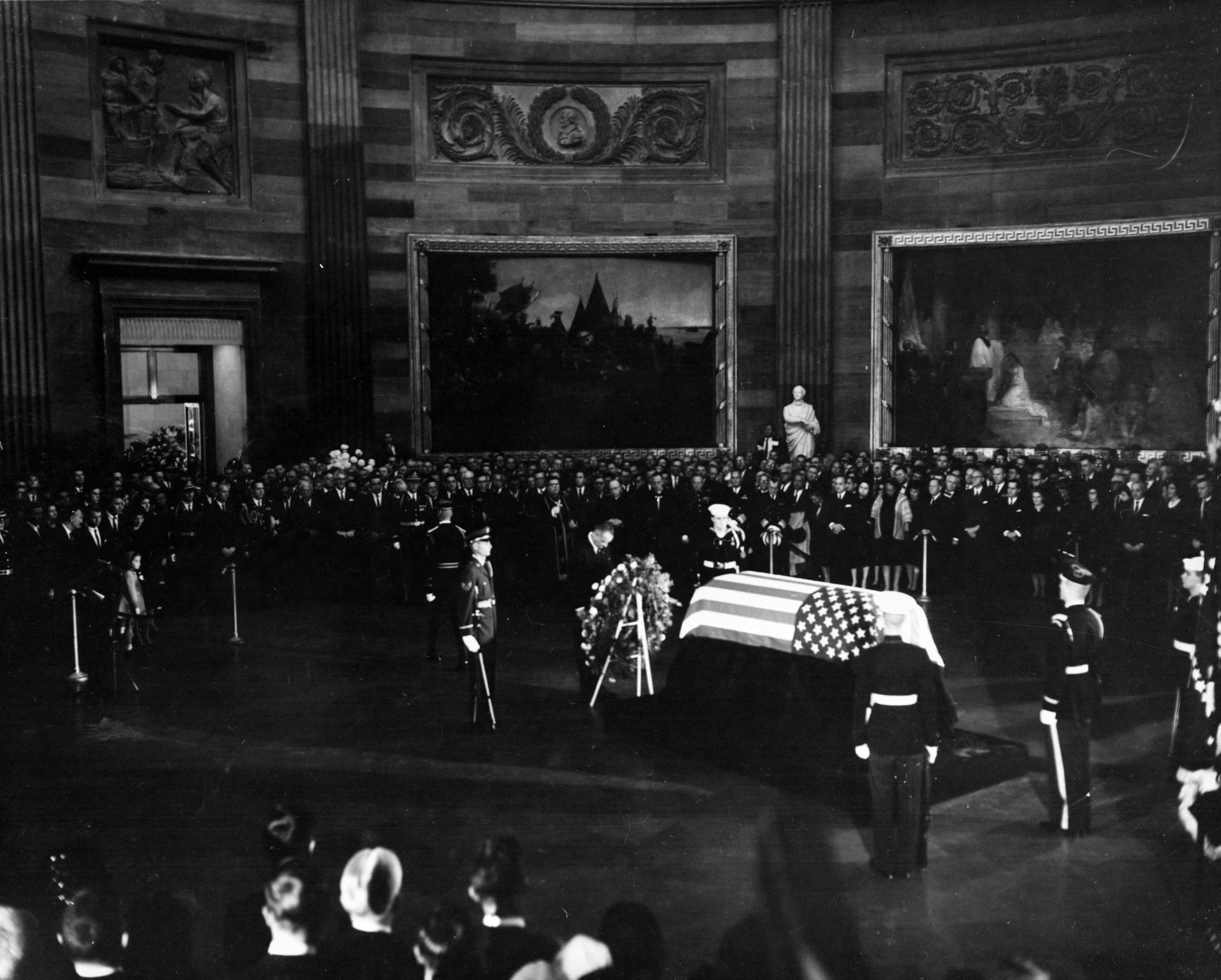
린든 B. 존슨 대통령이 1963년 11월 24일 미국 국회의사당 원형 홀에서 거행된 존 F. 케네디 대통령의 깃발로 덮인 관 앞에 화환을 놓고 있다.

일요일 오후, 약 30만 명이 프랭클린 D. 루스벨트와 무명 용사의 시신을 운반했던 말이 끄는 캐이슨이 케네디 대통령의 깃발로 덮인 관을 백악관 진입로를 따라, 그리고 합중국 50개 주의 깃발을 든 병사들의 평행한 줄을 지나, 그 다음 펜실베이니아 애비뉴를 따라 국회의사당 로툰다로 옮겨 안치되는 것을 지켜봤다. 장례 행렬이 국회의사당으로 향하는 펜실베이니아 애비뉴에서는 묵음 드럼 소리와 말발굽 소리, 그리고 기수 없는 말인 블랙 잭의 소리만이 들렸다. 기자들은 장례 행렬의 마지막에 서서 국회의사당으로 행진했다.
미망인은 두 아이의 손을 잡고 나라의 대중적인 애도를 이끌었다. 로툰다에서 케네디 부인과 딸 캐럴라인 케네디는 링컨 제단 위에 놓인 관 옆에 무릎을 꿇었다. 세 살짜리 존 주니어는 의식이 방해받지 않도록 잠시 로툰다 밖으로 나갔다. 케네디 부인은 남편이 안치되기 위해 국회의사당으로 이송될 때나 추모식 동안 침착함을 유지했다.
로툰다 안에서 몬태나주 상원 다수당 원내대표 마이크 맨스필드, 대법원장 얼 워런, 그리고 맥코맥 의장이 짧은 추도사를 낭독했다.
케네디 대통령은 1930년 태프트 이후 30여 년 만에 로툰다에 안치된 첫 대통령이었으며, 국회의사당에 안치된 첫 민주당원이었다. 케네디 부인이 남편을 알링턴에 묻기로 결정함으로써 국회의사당에 안치된 가장 최근의 두 대통령이 알링턴에 안장되게 되었다.

### 공개 참배
유일한 공개 참배에서는 수천 명이 영하에 가까운 날씨에 줄을 서서 관을 참배했다. 18시간 동안 25만 명이 케네디 대통령의 시신이 안치되어 있는 동안 개인적으로 조의를 표했는데, 일부는 10명 너비로 40블록에 걸쳐 이어진 줄에서 10시간이나 기다렸다. 미국 국회의사당 경찰관들은 조문객들에게 관의 양쪽을 지나 서쪽으로 건물을 나가 내셔널 몰을 향하는 두 줄을 따라 계속 움직이도록 정중히 권유했다. 조문객의 절반 이상이 오전 2시 45분 이후에 로툰다를 찾았는데, 그 시간까지 이미 11만 5천 명이 방문했다. 군 당국은 줄을 두 배로 늘려, 처음에는 두 줄로, 그 다음에는 네 줄로 만들었다.
원래 계획은 로툰다를 오후 9시에 폐쇄하고 다음 날 오전 9시에 한 시간 동안 다시 여는 것이었다. 긴 줄 때문에 경찰과 군 당국은 문을 계속 열어두기로 결정했다. 로툰다가 폐쇄될 예정이었던 오후 9시에 재클린 케네디와 로버트 F. 케네디는 다시 로툰다로 돌아왔다.
다음 날 투데이 쇼를 NBC 워싱턴 스튜디오에서 진행하면서 휴 다운스는 그 숫자가 "역사상 가장 위대하고 엄숙한 철야"를 만들었다고 말했다. 머드는 그 숫자에 대해 "고인이 된 대통령에 대한 이러한 애정과 동정의 표출은 아마도 미국 국민이 수행할 수 있는 가장 장엄하고 위엄 있는 의식일 것이다"라고 말했다. 전 헤비급 복싱 챔피언 저지 조 월콧은 오전 2시 30분에 시신을 지나가며 머드의 말에 동의하며 케네디 대통령에 대해 "그는 위대한 사람이었다"고 말했다.

## 장례식
사람들이 관을 참배하는 동안, 군 당국은 백악관, MDW 본부, 그리고 알링턴 국립묘지에서 월요일 행사를 계획하기 위한 회의를 개최했다. 먼저, 그들은 공개 참배를 동부 표준시 오전 9시에 종료하기로 결정했고, 의식은 동부 표준시 오전 10시 30분에 시작될 것이라고 결정했다.
묵음 드럼 군악대만으로 진행되었던 일요일의 행진과는 달리, 월요일의 행진은 다른 군 부대도 포함하도록 확장되었다. 군 당국은 또한 케네디의 미망인 재클린 케네디의 요청에 동의했다. 그들은 해병대 밴드가 장례 행렬을 이끌어야 한다고 동의했고, 여기에는 두 개의 외국 군부대가 포함될 것이었다. 즉, 백악관에서 성 마태오 로마 가톨릭 대성당까지 행진하는 스코틀랜드 블랙 워치 (왕립 하이랜드 연대) 소속 10명의 백파이프 연주자들, 케네디 부인의 요청에 따라 묘지에서 무언극 훈련을 수행하는 아일랜드 방위군 소속 30명의 사관 생도들, 그리고 묘지에 영원한 불꽃을 설치하는 것이 포함되었다. 사관 생도들은 아일랜드 킬데어 주 커러 캠프 출신이었다. 사관 생도들은 아일랜드 대통령 에이먼 데 벌레라와 함께 이동했으며, 그들은 함께 케네디의 아일랜드 혈통에 경의를 표했다. 이는 미국 국장 역사상 외국 군대가 참여한 유일한 사례이다.
약 백만 명의 사람들이 국회의사당에서 백악관, 그리고 성 마태오 대성당, 그리고 마침내 알링턴 국립묘지에 이르는 장례 행렬의 경로를 따라 줄을 섰다.
그 날의 행사는 오전 8시 25분에 시작되었고, MPDC가 로툰다에 들어가기 위해 기다리는 조문객들의 줄을 끊었다. 이는 많은 그룹이 줄에 끼어들려고 시도했고, MPDC가 이미 줄에 있던 사람들을 분류할 수 없었기 때문인데, 그들 중 상당수는 다섯 시간 동안 기다렸다. 35분 후, 문이 닫히면서 안치는 종료되었다. 마지막 방문객들은 오전 9시 5분에 지나갔다. 문이 닫혔을 때, 5만 명이 더 밖에서 기다리고 있었다.
양원 모두 애도를 표하는 결의안을 통과시키기 위해 회의를 가졌다. 상원에서 메인주 공화당 상원의원 마거릿 체이스 스미스는 케네디가 상원에 있을 때 사용했던 책상에 장미 한 송이를 놓았다.

### 대성당으로의 행렬

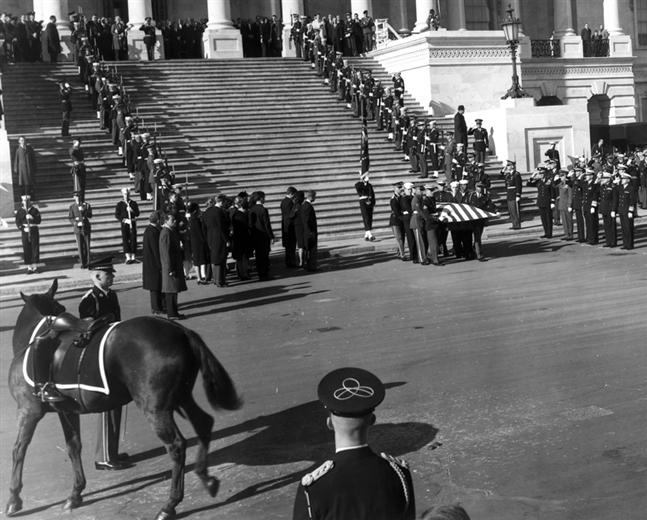
미국 국회의사당 중앙 계단에서 거행된 출발식에서 기수 없는 말 블랙 잭이 있다.

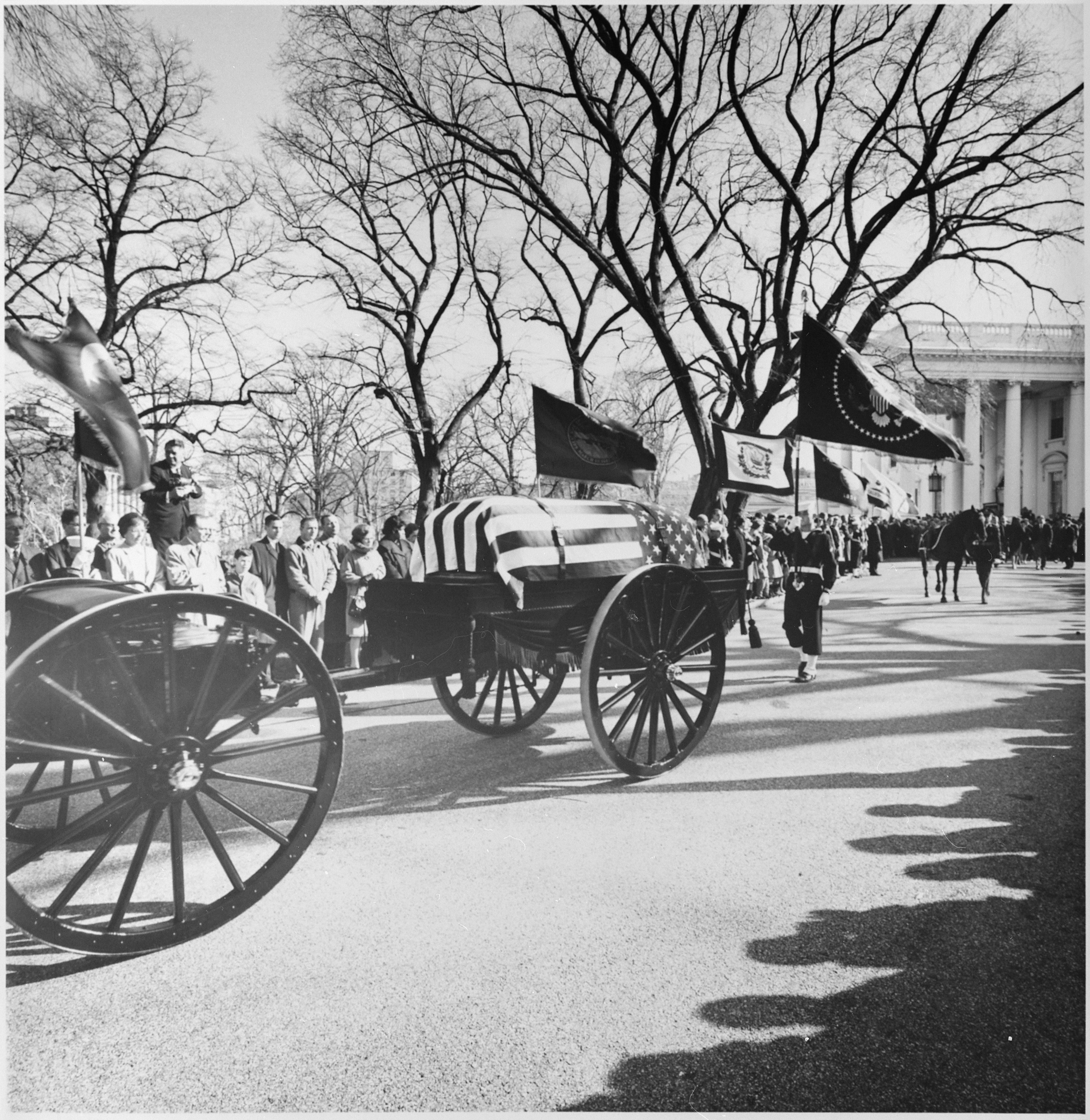
1963년 11월 25일 성 마태오 대성당으로 가는 길에 백악관 진입로를 따라 이동하는 미국 대통령 존 F. 케네디의 관을 실은 림버 및 캐이슨의 모습. 대통령기를 든 색상 호위병과 기수 없는 말 "블랙 잭"이 뒤따르고 있다.

재클린 케네디와 그녀의 시동생인 법무부 장관 로버트 케네디, 매사추세츠주 민주당 상원의원 테드 케네디가 로툰다를 방문한 후, 관은 캐이슨에 실려 옮겨졌다. 10시 50분, 캐이슨은 국회의사당을 떠났다. 10분 후, 행렬이 시작되어 백악관으로 되돌아갔다. 행렬이 백악관에 도착하자, 해병대 중대만 제외하고 모든 군 부대는 펜실베이니아 애비뉴에서 17번가로 우회전했다. 해병대 중대의 한 소대는 북동쪽 문으로 들어와 행렬을 북쪽 주랑 현관으로 이끌었다.
백악관에서 행렬은 재클린 케네디와 고인의 형제들인 로버트와 에드워드(테드) 케네디가 이끄는 성 마태오 대성당까지 약 0.9 마일 (1.4 km)를 걸어서 재개되었다. 그들은 존 F. 케네디와 재클린 케네디가 대성당에서 미사에 참석할 때 자주 사용했던 같은 길을 걸었다. 이는 또한 퍼스트 레이디가 남편의 장례 행렬에 걸어 참여한 첫 사례이기도 했다. 케네디의 두 자녀는 어머니와 삼촌들 뒤에 있는 리무진에 탔다. 병든 대통령의 아버지 조지프 P. 케네디를 제외한 나머지 케네디 가족은 대성당에서 기다렸다. 조지프 P. 케네디는 하이애니스 포트에서 홀로 애도했다.
새롭게 취임한 미국 대통령 린든 B. 존슨과 그의 아내 레이디 버드, 그리고 두 딸인 루시와 린다도 행렬에 참여했다. 존슨 대통령은 케네디 대통령 암살 이후 잠재적 위험 때문에 행진하지 말 것을 권유받았다. 존슨 대통령은 회고록에서 자신의 경험을 다음과 같이 회고했다. "나는 캐이슨 뒤를 따라 성 마태오 대성당까지 행진했던 것을 기억한다. 둔탁한 드럼 소리는 가슴 아픈 메아리를 울렸다." 그는 멀 밀러에게 "행렬에 참여하는 것은 내가 내린 가장 어려운 결정 중 하나였다. FBI와 비밀경호국은 양쪽에 건물들이 즐비한 거리를 따라 걸음으로써 미국 대통령이 자신을 노출시키는 것은 현명하지 못하고 어리석은 일이라고 생각했다...나는...그것이 내가 하고 싶고, 해야 하며, 할 일이라고 결론 내렸고, 그렇게 했다."고 말했다. 다음 날 그가 오벌 오피스로 들어갔을 때, 그의 책상 위에는 케네디 부인에게서 온 편지가 있었는데, "어제 걸어주셔서 감사합니다..."라고 시작되었다. 나머지 외국 고위 인사들은 비교적 짧은 커네티컷 애비뉴를 따라 대성당까지 걸어가는 동안 전 퍼스트 레이디와 케네디 가족의 뒤를 존경하며 따랐지만, 대부분은 눈에 띄지 않았다.
고위 인사들이 행진하는 동안, 수많은 세계 지도자들의 잠재적 암살에 대한 우려 때문에 삼엄한 경비가 이루어졌으며, 그 중 가장 큰 우려는 프랑스 대통령 샤를 드골에 대한 구체적인 위협 때문이었다. 국무부의 조지 볼 차관은 아무런 사건도 발생하지 않도록 국무부의 작전 센터를 지휘했다. 그는 회고록 '과거에는 또 다른 패턴이 있다'에서 "책임 있는 관리가 통신 센터에 남아 그러한 비상사태에 대처할 준비가 되어 있는 것이 필수적이라고 느꼈다"고 회상했다. 그는 정치 담당 부국장인 U. 알렉시스 존슨과 함께 작전 센터를 지휘했다. 러스크는 드골 자신이 파리로 돌아왔을 때 가장 큰 안도감을 느꼈다고 회상했다.
검은 베일을 쓴 미망인은 두 아이의 손을 잡고 대성당 계단을 올랐고, 남편의 장례식 날이 세 번째 생일이었던 존 주니어는 왼쪽에, 캐럴라인 케네디는 오른쪽에 있었다. 장례식과 애도의 날 때문에 미망인은 존 주니어의 생일 파티를 가족이 백악관에 머무는 마지막 날인 12월 5일까지 연기했다.

### 대성당에서의 장례 미사
대성당에서 거행된 장례 미사에는 약 1,200명의 초청객이 참석했다. 보스턴 대교구장 리처드 추기경 쿠싱은 케네디가 자주 예배를 드렸던 대성당에서 장례 미사를 집전했다. 쿠싱 추기경은 1953년 케네디 상원의원과 재클린 부비에의 결혼을 증언하고 축복했던 가족의 가까운 친구였다. 그는 또한 그들의 두 자녀에게 세례를 주었고, 케네디 대통령의 취임식에서 축복을 빌었으며, 최근 사망한 그들의 아기 패트릭 부비에 케네디의 장례식을 주관했다.
케네디 부인의 요청에 따라 진혼 미사는 저녁 미사였다. 즉, 미사가 낭독되거나 말로 진행되고 노래되지 않는 간소화된 미사였다.
장례 미사에서는 공식적인 추도사가 없었다 (이는 당시 가톨릭 교회에서 금지되었기 때문). 그러나 워싱턴의 로마 가톨릭 보좌주교인 필립 M. 해넌 주교가 설교를 했으며, 케네디의 글과 연설에서 발췌한 내용이 전달되었다. 해넌 주교는 케네디 부인의 요청으로 연설을 하게 되었다. 낭독된 내용은 전도서 3장의 구절을 포함했다. "모든 것에는 정한 때가 있고... 태어날 때와 죽을 때가 있으며... 사랑할 때와 미워할 때가 있고... 전쟁할 때와 평화할 때가 있다." 그는 연설을 마칠 때 케네디의 취임 연설 전문을 낭독했다.
재클린 케네디는 결혼식 때처럼 루이지 베나가 프란츠 슈베르트의 아베 마리아를 불러달라고 요청했다. 잠시 동안 그녀는 감정을 억제하지 못하고 이 음악이 대성당을 가득 채울 때 흐느꼈다.

### 매장
관은 다시 캐이슨에 실려 알링턴 국립묘지로 가는 마지막 구간을 이동했다. 관이 대성당 정면 계단을 내려온 직후, 재클린 케네디는 아들에게 속삭였고, 아들은 아버지의 관에 경례했다. 사진작가 스탠 스턴스가 촬영한 이 이미지는 1960년대의 상징적인 모습이 되었다.
아이들은 최종 매장식에 참석하기에는 너무 어리다고 판단되어, 이 시점에서 아이들은 아버지와 작별 인사를 했다.
사실상 모든 다른 사람들은 링컨 기념관을 지나 포토맥강을 건너는 긴 검은색 리무진 행렬로 캐이슨을 따랐다. 많은 군 부대는 매장식에 참여하지 않고 포토맥강을 건넌 직후 떠났다. 외국 고위 인사들을 태운 차량 행렬이 길었기 때문에, 고위 인사들을 태운 마지막 차량들은 행렬이 묘지에 진입할 때 성 마태오 대성당을 떠났다. 마지막 차량이 도착했을 때 이미 매장식은 시작되었다. 경비원들은 고위 인사들을 태운 차량 옆을 걸었고, 프랑스 대통령을 태운 차량에는 가장 많은 10명의 경비원이 있었다.
아일랜드 방위군 소속 30명의 사관 생도들은 재키 케네디의 요청에 따라 퀸 앤 드릴로 알려진 무언의 엄숙한 묘지 훈련을 수행했다.
매장식은 동부 표준시 오후 3시 15분에 끝났고, 미망인은 그의 묘지 위에 계속 타오를 영원한 불꽃을 점화했다. 동부 표준시 오후 3시 34분, 그의 유해가 담긴 관은 "케네디가 필멸의 시야에서 사라졌지만—시야에서 사라졌지만 마음과 기억에서는 사라지지 않았다"는 말과 함께 땅속으로 내려갔다. 케네디는 재향군인의 날 기념식을 위해 방문했던 마지막 날로부터 정확히 2주 되는 날 알링턴에 안장되었다.

## 사진

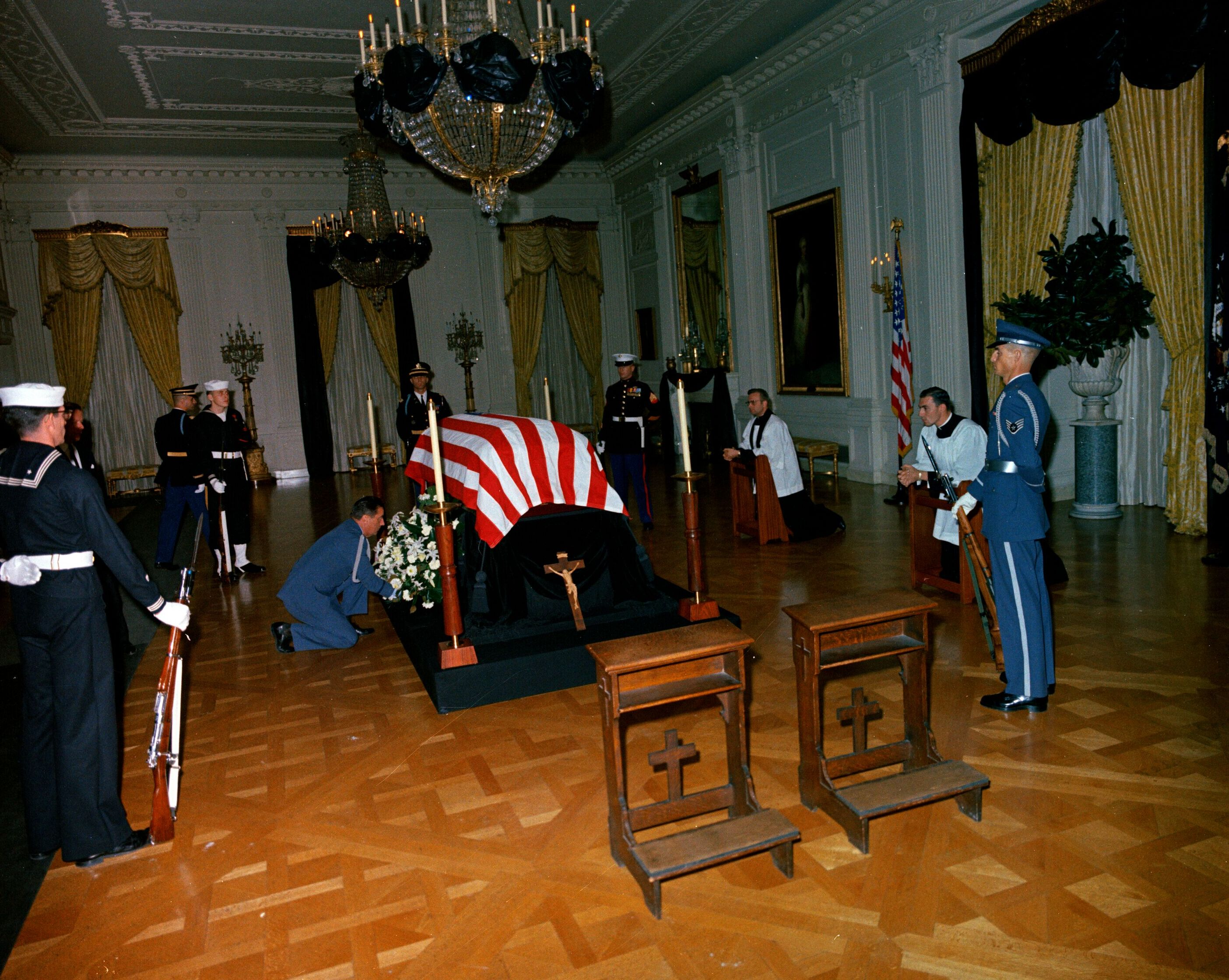
1963년 11월 23일 백악관 이스트 룸에 안치된 존 F. 케네디의 유해
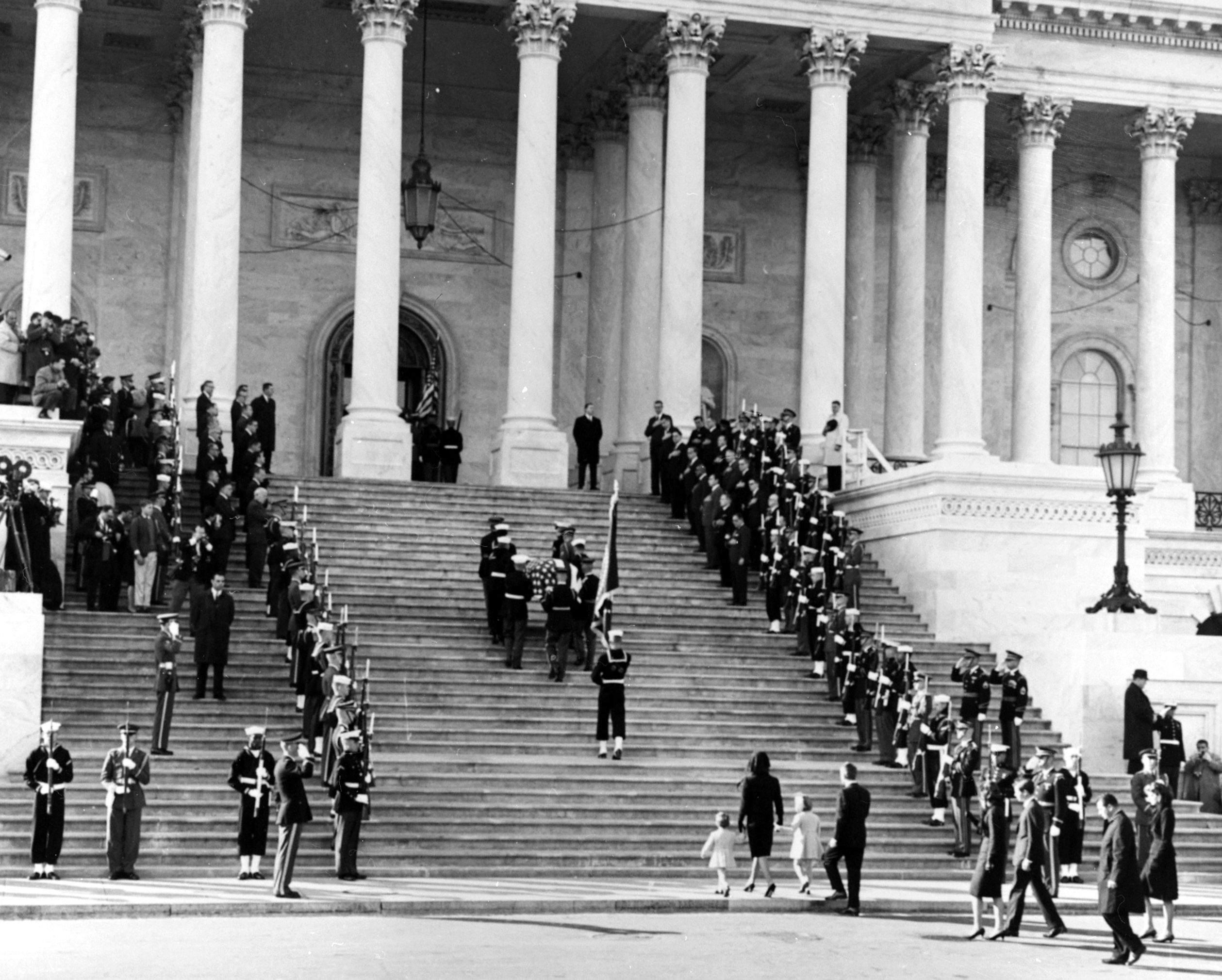
1963년 11월 24일 미국 국회의사당 중앙 계단으로 케네디 대통령의 관을 운반하는 운구자들. 그 뒤를 이어 대통령기를 든 의장대와 고인의 미망인 재클린 케네디 오나시스 및 그녀의 자녀인 캐럴라인 케네디와 존 F. 케네디 주니어가 따르고 있다.
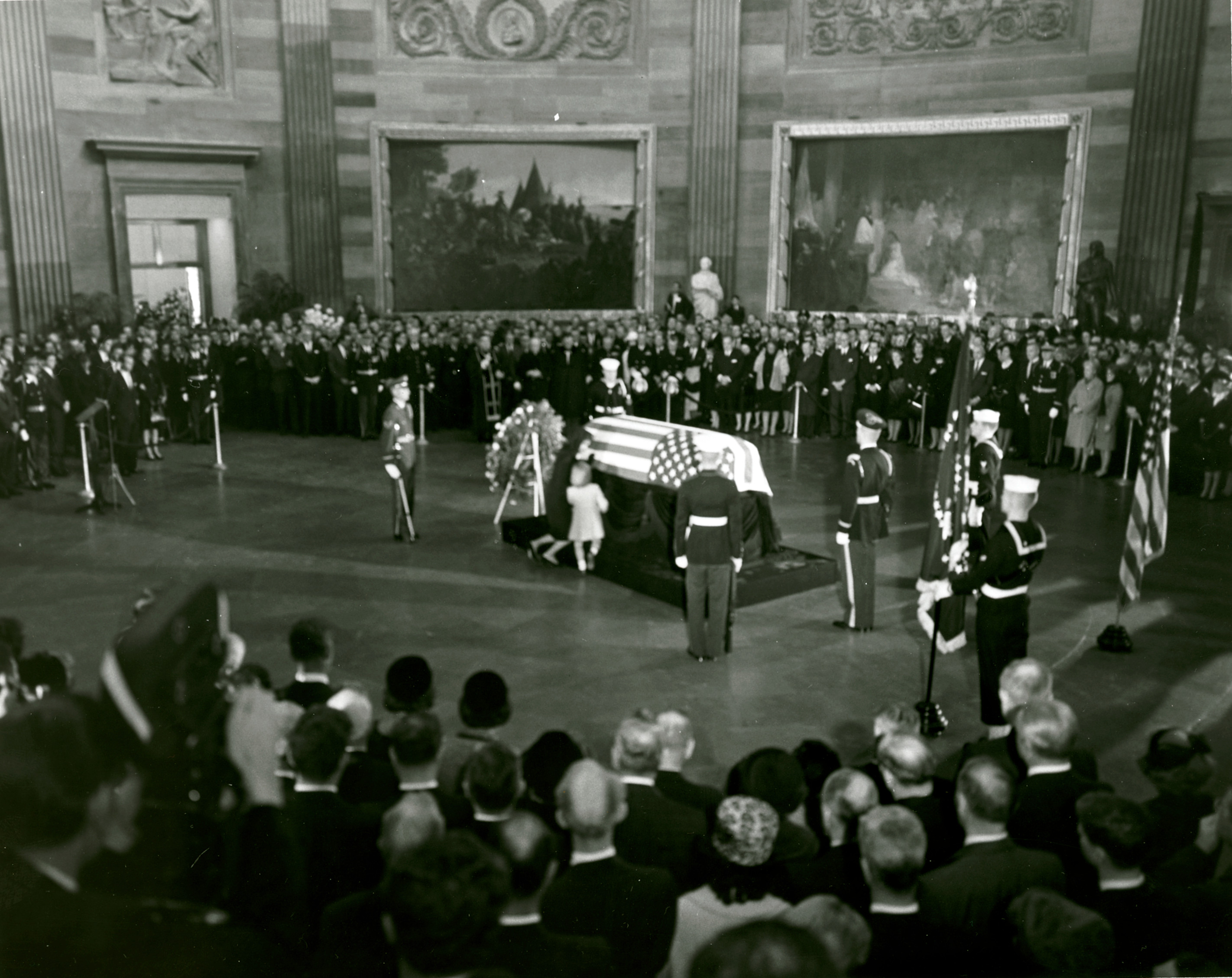
1963년 11월 24일 미국 국회의사당 원형 홀에 안치된 케네디 대통령의 유해
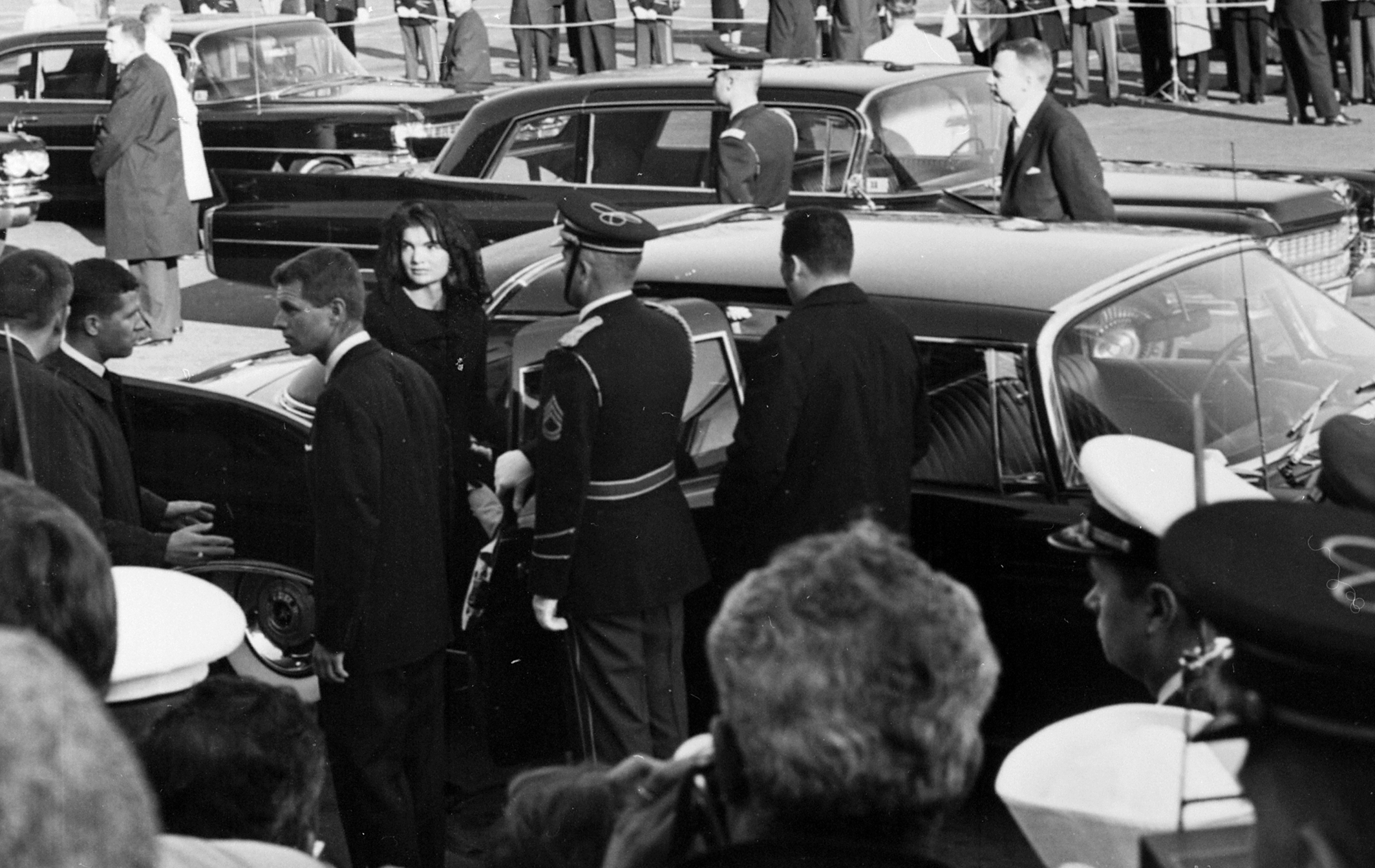
1963년 11월 24일 리무진에 탑승하려는 재클린 케네디와 로버트 F. 케네디
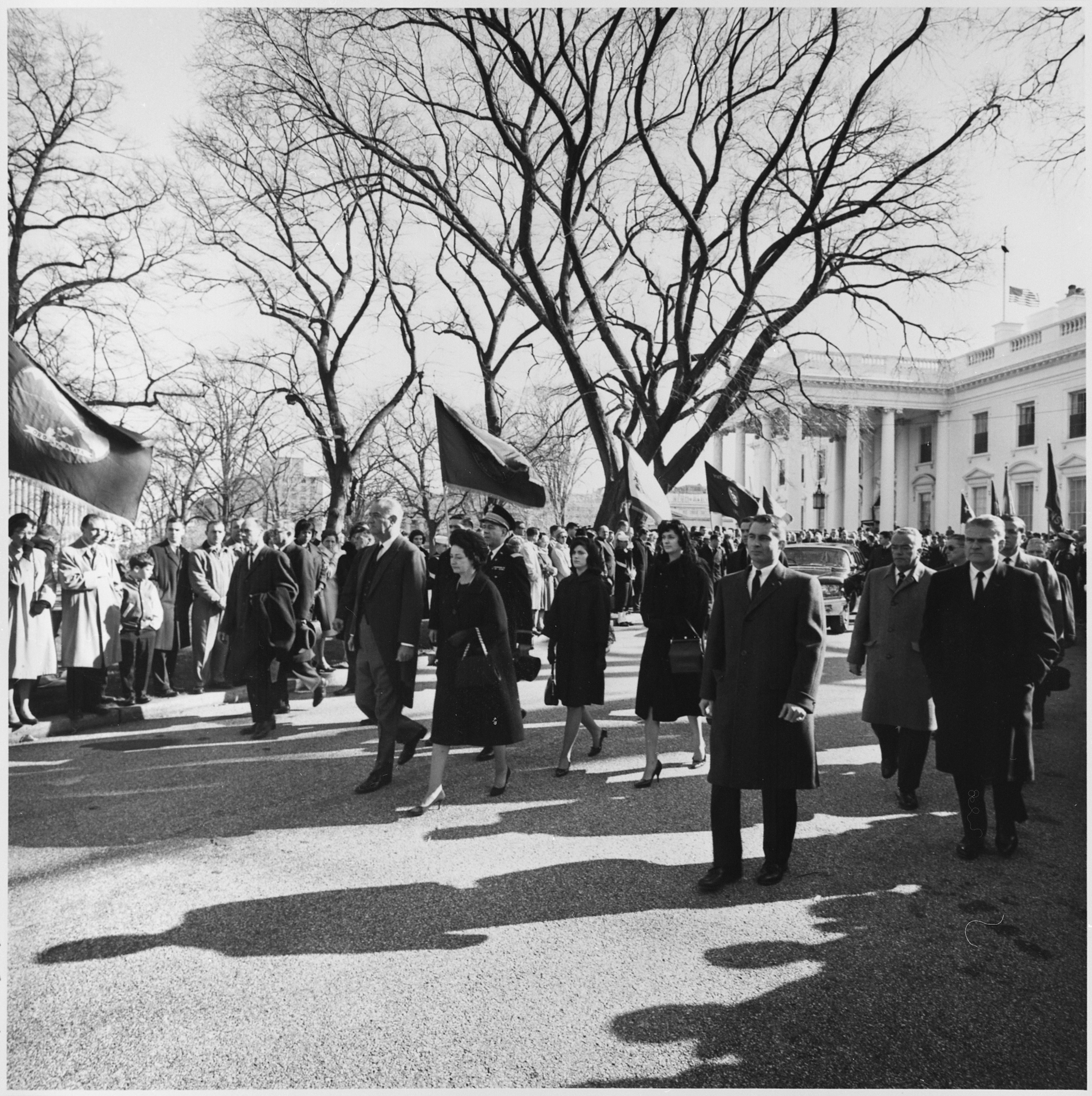
1963년 11월 25일 케네디 대통령의 관을 성 마태오 사도 대성당으로 운반하는 장례 행렬의 일부로 백악관에서 걸어나오는 린든 B. 존슨 대통령, 레이디 버드 존슨, 그리고 존슨 가족
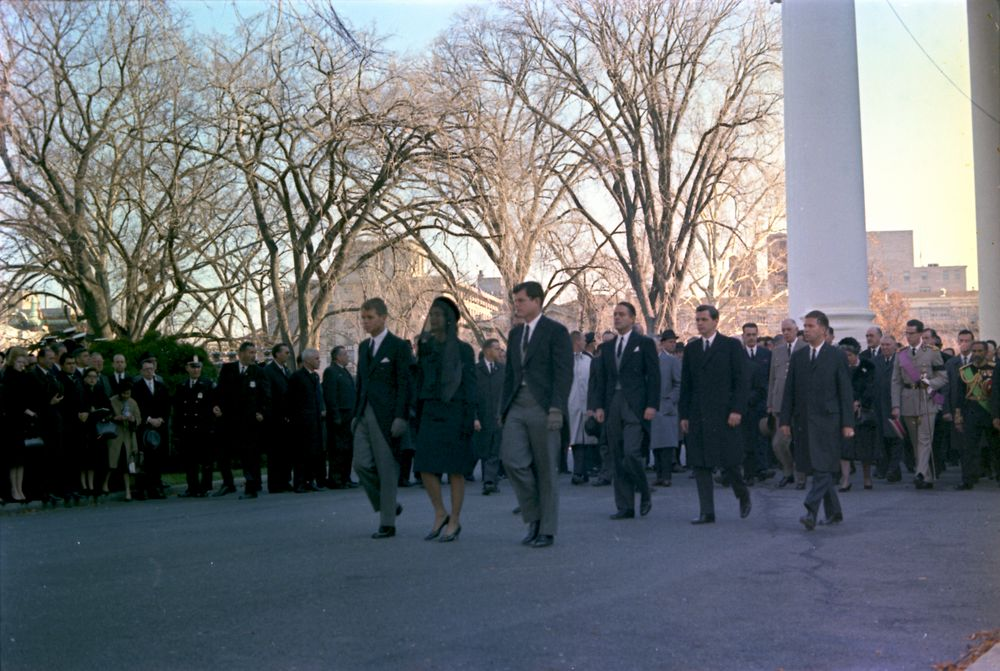
1963년 11월 25일 워싱턴 D.C.의 성 마태오 사도 대성당으로 케네디 대통령의 관을 운반하는 장례 행렬의 일부로 백악관에서 걸어나오는 재클린 케네디와 그녀의 시동생인 법무부 장관 로버트 F. 케네디, 그리고 상원의원 에드워드 M. 케네디
1963년 11월 25일 알링턴 국립묘지에서 재클린 케네디 오나시스에게 미국의 국기를 전달하기 위해 의장대가 국기를 접고 있다.
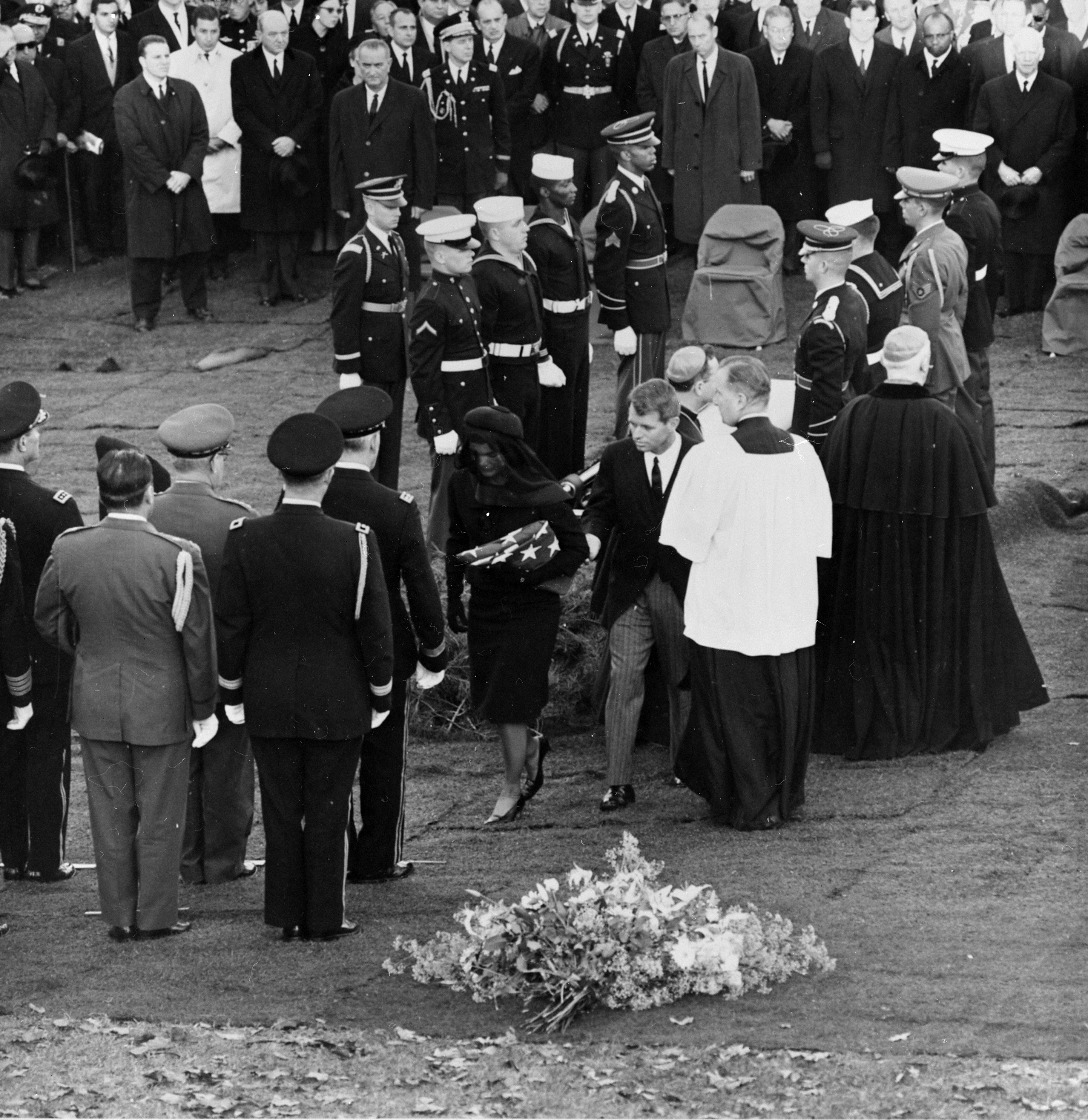
1963년 11월 25일 알링턴 국립묘지에서 매장 중 케네디 대통령의 관에서 멀어지는 재클린 케네디와 법무부 장관 로버트 F. 케네디

## 고위 인사

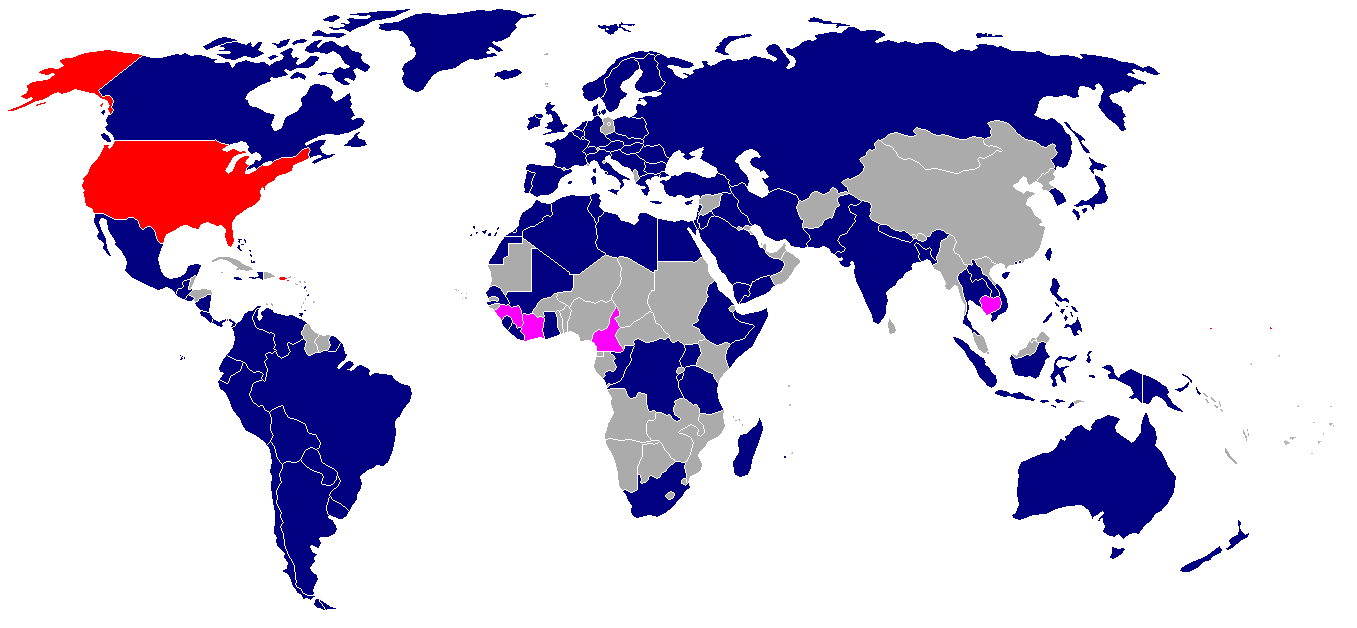
장례식에 참석한 국가(파란색) 또는 너무 늦게 도착했지만 11월 25일 린든 B. 존슨 대통령의 리셉션에 참석한 국가(분홍색)

케네디 대통령이 안치되어 있는 동안, 외국 고위 인사들—국가 원수 및 정부 수반과 왕실 가족 구성원 포함—이 월요일 국장에 참석하기 위해 워싱턴에 도착하기 시작했다. 국무장관 딘 러스크와 다른 국무부 직원들은 외국 고위 인사들을 직접 맞이하기 위해 워싱턴의 두 상업 공항으로 갔다.
많은 외국 고위 인사들이 장례식에 참석하면서, MPDC 국장 로버트 V. 머레이를 포함한 일부 법 집행관들은 나중에 이것이 자신들이 직면했던 가장 큰 보안 악몽이었다고 말했다.
1910년 영국 에드워드 7세 국왕의 장례식 이후로 이처럼 많은 대통령, 총리, 왕족들이 국장에 모인 적은 없었다. 총 92개국, 5개 국제 기구, 그리고 교황청에서 온 220명의 외국 고위 인사들이 장례식에 참석했다. 고위 인사들 중에는 19명의 국가 원수 및 정부 수반과 왕실 가족 구성원들이 있었다. 이는 미국 역사상 가장 많은 외국 정치인들의 모임이었다.
장례식에 참석한 고위 인사들 중에는 프랑스 대통령 샤를 드골, 벨기에의 보두앵 국왕, 에티오피아 황제 하일레 셀라시에, 아일랜드 대통령 에이먼 데 벌레라, 필리핀 대통령 디오스다도 마카파갈, 그리고 서독 대통령 하인리히 륍케가 있었다. 소련은 제1부총리 아나스타스 미코얀이 대표했다.

### 장례식 후 리셉션
장례식 후, 외국 고위 인사들은 케네디 부인에게 조의를 표하기 위해 백악관 리셉션에 참석했고, 이어서 러스크 국무장관이 주최하는 국무부 리셉션에 참석했다. 존슨은 다음 날 백악관 오벌 오피스로 옮겨간 후 루트비히 에르하르트와 하일레 셀라시에를 포함한 여러 세계 지도자들과 만났다.
외국 고위 인사들을 위한 리셉션 후, 존슨은 주지사들을 위한 또 다른 리셉션을 주최했고, 이어서 재무장관 C. 더글러스 딜런 및 다른 경제 고문들과 함께 1월에 의회에 제출될 새 예산에 대해 논의하는 회의를 가졌다.

## 대중문화에서
- 2016년 영화, 재키는 내털리 포트먼이 연기한 재클린 케네디가 국장을 계획하고 설계하는 과정을 묘사한다.

## 같이 보기
- 키스 클라크, 케네디 장례식에서 "탭스"를 연주한 미 육군 나팔수
- 존 케네디 국장에 참석한 외국 군부대
- 미국의 국장

### 인라인 인용
1. 1 2  Spivak, Alvin (1963년 11월 23일). “Kennedy body lies in repose in East Room”. United Press International. 2025년 1월 26일에 확인함.
2. 1 2  Associated Press 1963, 36–37, 56–57, 68쪽
3. ↑  The New York Times 2003, 197–201쪽
4. 1 2 3 4 5 6  White 1965, 16쪽
5. 1 2  NBC News 1966, 106–107, 110, 114–115, 119–123, 133–134쪽
6. 1 2 3 4  White 1965, 17쪽
7. 1 2  Associated Press 1963, 93쪽
8. 1 2 3  NBC News 1966, 126쪽
9. ↑  White 1965, 7, 10–12쪽
10. ↑  Associated Press 1963, 30–31쪽
11. ↑  NBC News 1966, 29–30, 34, 38쪽
12. 1 2  The New York Times 2003, 64쪽
13. ↑  NBC News 1966, 22, 26쪽
14. 1 2  White 1965, 9쪽
15. 1 2 3  Mossman & Stark 1971, 188쪽
16. ↑  Associated Press 1963, 31, 33쪽
17. ↑  The New York Times 2003, 497–498쪽
18. ↑  NBC News 1966, 29–30쪽
19. ↑  NBC News 1966, 28, 34, 38쪽
20. ↑  The New York Times 2003, 63쪽
21. ↑  White House Historical Association. “John F. Kennedy Funeral”. 《The White House Historical Association》. 2024년 12월 15일에 원본 문서에서 보존된 문서.
22. 1 2 3  Associated Press 1963, 31쪽
23. ↑  United Press International & American Heritage 1964, 45쪽
24. ↑  United Press International & American Heritage 1964, 52–53쪽
25. ↑  The New York Times 2003, 201쪽
26. ↑  NBC News 1966, 72–73쪽
27. ↑  Associated Press 1963, 40쪽
28. ↑  United Press International & American Heritage 1964, 101쪽
29. ↑  The New York Times 2003, 200쪽
30. 1 2 3  NBC News 1966, 136쪽
31. ↑  United Press International & American Heritage 1964, 100–101쪽
32. ↑  Lowens, Irving (1963년 12월 1일). “Accurate Listing of Funeral music”. 《The Washington Star》 (jfklibrary.org). 2011년 8월 22일에 확인함.
33. ↑  Mossman & Stark 1971, 202, 206쪽
34. ↑  Mossman & Stark 1971, 190쪽
35. ↑  Kinney, Doris G.; Smith, Marcia; Moser, Penny Ward (November 1983). “4 days that stopped America; the Kennedy assassination, 20 years later”. 《Life》. 6권 24호. 48쪽.
36. 1 2 3 4  Associated Press 1963, 36쪽
37. ↑  United Press International & American Heritage 1964, 41쪽
38. 1 2 3  The New York Times 2003, 198쪽
39. ↑  Mossman & Stark 1971, 189쪽
40. ↑  NBC News 1966, 58–59, 83쪽
41. ↑  “Closed Coffin Explained by White House”. 《The Washington Post》. Associated Press. 1963년 11월 28일. B8면.
42. ↑  “Mrs. Kennedy's Opposition To Open Coffin Explained”. 《The New York Times》. United Press International. 1963년 11월 27일. 18면.
43. ↑  The New York Times 2003, 26, 198, 209–210쪽
44. ↑  The New York Times 2003, 199쪽
45. ↑  Hamblin, Dora Jane (1963년 12월 6일). “Mrs. Kennedy's Decisions Shaped all the Solemn Pageantry”. 《Life》. 55권 23호. 48–49쪽.
46. 1 2  Mossman & Stark 1971, 190–191쪽
47. ↑  Associated Press 1963, 68쪽
48. ↑  NBC News 1966, 59쪽
49. 1 2 3  White 1965, 14쪽
50. ↑  Santo Pietro, Mary Jo (2002). 《Father Hartke: His Life and Legacy to the American Theater》. Washington D.C.: Catholic University of America Press. ISBN 9780813210827.
51. ↑  Heymann, C. David (1998). 《RFK: A Candid Biography of Robert F. Kennedy》. New York: Dutton. 350쪽.
52. 1 2 3  Associated Press 1963, 71쪽
53. ↑  Mossman & Stark 1971, 191쪽
54. ↑  NBC News 1966, 64, 69–70쪽
55. 1 2 3  White 1965, 15쪽
56. ↑  NBC News 1966, 70–71, 83쪽
57. ↑  NBC News 1966, 74, 83, 86, 149쪽
58. ↑  Associated Press 1963, 70쪽
59. ↑  Associated Press 1963, 57쪽
60. ↑  United Press International & American Heritage 1964, 45, 58, 69쪽
61. 1 2  Mudd 2008, 132쪽
62. ↑  White 1965, 12, 14쪽
63. ↑  NBC News 1966, 62, 64, 68쪽
64. ↑  Associated Press 1963, 40, 56–57쪽
65. ↑  The New York Times 2003, 359–360, 363쪽
66. ↑  United Press International & American Heritage 1964, 72–73쪽
67. ↑  The New York Times 2003, 362쪽
68. ↑  NBC News 1966, 100, 102쪽
69. ↑  The New York Times 2003, 360, 363쪽
70. ↑  White 1965, 15–16쪽
71. ↑  Nash 1984, 11–12, 153쪽
72. ↑  The New York Times 2003, 365쪽
73. ↑  The New York Times 2003, 313, 357쪽
74. ↑  NBC News 1966, 105쪽
75. ↑  Associated Press 1963, 81쪽
76. ↑  NBC News 1966, 129, 136쪽
77. ↑  United Press International & American Heritage 1964, 84쪽
78. ↑  United Press International & American Heritage 1964, 81, 130쪽
79. ↑  NBC News 1966, 102, 105쪽
80. 1 2  “Kennedy is 6th President to Lie in Capitol Rotunda”. 《The New York Times》. United Press International. 1963년 11월 26일. 7면.
81. ↑  Johnson, Haynes; Witcover, Jules (1973년 1월 26일). “LBJ Buried in Beloved Texas Hills”. 《The Washington Post》. A1면.
82. ↑  NBC News 1966, 86, 149쪽
83. 1 2 3  NBC News 1966, 133쪽
84. 1 2  Nash 1984, 153–154쪽
85. 1 2  The New York Times 2003, 503, 521쪽
86. ↑  The New York Times 2003, 359, 522쪽
87. ↑  The New York Times 2003, 359, 377쪽
88. 1 2  Associated Press 1963, 91쪽
89. ↑  The New York Times 2003, 200, 361쪽
90. ↑  The New York Times 2003, 359, 361, 377–378, 521쪽
91. ↑  NBC News 1966, 119–120, 127쪽
92. ↑  NBC News 1966, 131쪽
93. ↑  NBC News 1966, 123쪽
94. 1 2 3  Mossman & Stark 1971, 198쪽
95. ↑  The New York Times 2003, 377, 521쪽
96. ↑  Mossman & Stark 1971, 205쪽
97. ↑  The New York Times 2003, 368쪽
98. ↑  The New York Times 2003, 200, 364쪽
99. ↑  The New York Times 2003, 369, 489–491쪽
100. ↑  Mossman & Stark 1971, 200, 203쪽
101. ↑  United Press International & American Heritage 1964, 139쪽
102. ↑  Mossman & Stark 1971, 201, 206–207쪽
103. ↑  The New York Times 2003, 464, 493쪽
104. 1 2  Mossman & Stark 1971, 201–202, 205, 210–211, 215쪽
105. 1 2  NBC News 1966, 83, 139, 149쪽
106. 1 2  The New York Times 2003, 491–492쪽
107. ↑  “Irish cadets recall drill at Kennedy funeral 50 years on”. 《아일랜드 라디오-텔레비전》. 2013년 11월 20일. 2017년 2월 9일에 확인함.
108. 1 2 3 4 5 6  The New York Times 2003, 469쪽
109. ↑  Jackman, Frank (1963년 11월 25일). “Quarter of a million people file past Kennedy bier”. United Press International. 2025년 1월 26일에 확인함.
110. ↑  The New York Times 2003, 522쪽
111. 1 2 3  Nash 1984, 154쪽
112. ↑  United Press International & American Heritage 1964, 131쪽
113. ↑  Albright, Robert C. (1963년 11월 26일). “Senators Salute Former Colleague”. 《The Washington Post》. A1면.
114. ↑  United Press International & American Heritage 1964, 100쪽
115. 1 2  Mossman & Stark 1971, 206쪽
116. 1 2  NBC News 1966, 139쪽
117. ↑  NBC News 1966, 126, 139쪽
118. 1 2  United Press International & American Heritage 1964, 114쪽
119. ↑  NBC News 1966, 73, 86, 108쪽
120. ↑  NBC News 1966, 139–140쪽
121. ↑  The New York Times 2003, 488–489쪽
122. 1 2  White 1965, 16–17쪽
123. ↑  Johnson, Lyndon (1971). 《The Vantage Point: Perspectives of the Presidency, 1963-1969》. New York: Holt, Rinehart, and Winston. ISBN 9780030844928.
124. ↑  Miller 1980, 333–334쪽
125. ↑  Miller 1980, 335–336쪽
126. 1 2 3  The New York Times 2003, 495쪽
127. 1 2 3  Rusk, Dean (1990).  Rusk, Richard; Papp, Daniel S., 편집. 《As I Saw It》. New York: W. W. Norton & Company. 321쪽. ISBN 0-393-02650-7.
128. 1 2 3 4  Ball, George (1982). 《The Past Has Another Pattern》. New York: W.W. Norton Company. 314-315쪽. ISBN 9780393014815.
129. ↑  NBC News 1966, 126, 142, 152쪽
130. 1 2  NBC News 1966, 140쪽
131. ↑  United Press International (1963년 12월 6일). “Mrs. Kennedy Gives Son A Delayed Birthday Party”. 《The New York Times》. 18면.
132. ↑  Associated Press 1963, 71, 94쪽
133. 1 2 3  Associated Press 1963, 94쪽
134. ↑  CNA. “Are eulogies allowed at funeral masses?”. 《Catholic News Agency》 (영어). 2023년 11월 25일에 확인함.
135. 1 2  Associated Press 1963, 94, 96쪽
136. ↑  Spivak, Alvin (1963년 11월 26일). “Eternal flame burns at Kennedy gravesite”. United Press International.
137. 1 2  NBC News 1966, 142쪽
138. 1 2  United Press International & American Heritage 1964, 142쪽
139. ↑  The New York Times 2003, 466–467쪽
140. 1 2 3 4  Associated Press 1963, 96쪽
141. ↑  Flegenheimer, Matt (2012년 3월 5일). “Stan Stearns, 76; Captured a Famous Salute”. 《뉴욕 타임스》. B10면.
142. ↑  The New York Times 2003, 482–483쪽
143. ↑  Mossman & Stark 1971, 210쪽
144. ↑  The New York Times 2003, 496쪽
145. ↑  The New York Times 2003, 506쪽
146. ↑  The New York Times 2003, 470쪽
147. ↑  White 1965, 18쪽
148. ↑  The New York Times 2003, 469, 470, 485쪽
149. ↑  NBC News 1966, 149쪽
150. ↑  The New York Times 2003, 207쪽
151. 1 2  NBC News 1966, 107, 109–110, 114–115, 120쪽
152. ↑  Duscha, Julius (1963년 11월 25일). “Kings, Presidents and Premiers Here”. 《The Washington Post》. A1면.
153. ↑  The New York Times 2003, 414–415쪽
154. ↑  NBC News 1966, 140, 157쪽
155. ↑  The New York Times 2003, 369, 372쪽
156. ↑  The New York Times 2003, 463, 537쪽
157. ↑  NBC News 1966, 87쪽
158. ↑  United Press International & American Heritage 1964, 140–141쪽
159. 1 2  “Head of State Visits”. 《LBJ Presidential Library》. 2022년 11월 8일에 확인함.
160. ↑  Leffler, Melvyn P. (2007). 《For the Soul of Mankind: The United States, the Soviet Union, and the Cold War》. New York: Hill and Wang. 192쪽. ISBN 978-0-8090-9717-3.
161. ↑  Hensley, Stewart (1963년 11월 25일). “Johnson meets diplomats from 69 delegations”. United Press International.
162. ↑  The New York Times 2003, 485쪽
163. ↑  NBC News 1966, 150, 152, 156쪽
164. ↑  NBC News 1966, 152, 156, 158쪽
165. ↑  The New York Times 2003, 531, 534–537쪽
166. ↑  White 1965, 30, 45, 54쪽
167. ↑  White 1965, 45-46쪽
168. ↑  Miller 1980, 334–335쪽
169. ↑  The New York Times 2003, 531쪽
170. ↑  White 1965, 48–49쪽

### 참고 문헌
- Associated Press (1963). 《The Torch is Passed》. New York.
- Mossman, B.C.; Stark, M.W. (1971). 《The Last Salute: Civil and Military Funerals, 1921-1969》. Washington: U.S. Government Printing Office. 2016년 3월 3일에 원본 문서에서 보존된 문서. 2011년 8월 14일에 확인함.
- Miller, Merle (1980). 《Lyndon: An Oral Biography》. New York: Putnam.
- Mudd, Roger (2008). 《The Place to Be: Washington, CBS, and the Glory Days of Television News》. New York: PublicAffairs.
- Nash, Knowlton (1984). 《History on the Run: the Trenchcoat Memoirs of a Foreign Correspondent》. Toronto: McClelland and Stewart.
- NBC News (1966). 《There Was a President》. New York: Random House.
- The New York Times (2003).  Semple, Robert B. Jr., 편집. 《Four days in November》. New York: St. Martin's Press.
- United Press International; American Heritage (1964). 《Four Days》. New York: American Heritage Pub. Co.
- White, Theodore Harold (1965). 《The Making of the President, 1964》. New York: Atheneum.